# Sympherta irkutski
Sympherta irkutski är en stekelart som beskrevs av Hinz 1991. Sympherta irkutski ingår i släktet Sympherta och familjen brokparasitsteklar. Inga underarter finns listade i Catalogue of Life.